# Tatiana Pérez
Tatiana Catalina Pérez Vergara (Chile, 23 de octubre de 1988) es una exfutbolista chilena. Jugaba de defensa central y su último equipo fue la Universidad de Chile de la Primera División de fútbol femenino de Chile.

## Trayectoria
Comenzó su carrera en Santiago Morning, en donde tuvo buenas campañas que la llevaron a ser seleccionada nacional. 
A fines de 2014 deja el cuadro bohemio para reforzar a Universidad de Chile.
A principios de abril del 2021, anuncia su retiro como futbolista profesional para dedicarse a proyectos personales.

## Selección nacional
Su primera nómina fue en 2008. Para poder participar del Mundial Femenino Sub-20, debió congelar sus estudios de Ingeniería Civil en la Universidad de Chile.
También participó en los Juegos Panamericanos de 2011 y en el Campeonato Sudamericano Femenino de 2014.

## Clubes
| Club                 | País  | Año         |
| -------------------- | ----- | ----------- |
| Santiago Morning     | Chile | 2008 - 2014 |
| Universidad de Chile | Chile | 2015 - 2021 |

## Campeonatos nacionales
| Título              | Club                 | País  | Año    |
| ------------------- | -------------------- | ----- | ------ |
| Campeonato Nacional | Universidad de Chile | Chile | 2016-A |